# Mirosław Bulzacki
Mirosław Andrzej Bulzacki (* 23. Oktober 1951 in Łódź) ist ein ehemaliger polnischer Fußballspieler.

## Laufbahn

### Vereine
Er begann seine Karriere 1969 bei ŁKS Łódź. 1983 wechselte er zum unterklassigen Ortsrivalen Start Łódź.
Nachdem er sich im Januar 1984 für ein halbes Jahr dem damaligen niedersächsischen Verbandsligisten VfL Herzlake angeschlossen hatte, wechselte er im Sommer 1984 zum württembergischen Amateurverein TV Wehingen 1891 als Spieler und Trainer. Von dort kehrte er 1992 nach Polen zu Dozamet Nowa Sól zurück.

### Nationalmannschaft
Zwischen 1973 und 1975 bestritt Bulzacki 23 Länderspiele für die polnische Nationalmannschaft, in denen er ohne Torerfolg blieb.
Er stand im polnischen Aufgebot bei der Fußball-Weltmeisterschaft 1974, wurde jedoch nicht eingesetzt.

## Berufliches
Bulzacki studierte von 1974 bis 1979 an der Warschauer Sporthochschule Akademia Wychowania Fizycznego Józefa Piłsudskiego w Warszawie.